# Фишт (стадион)
«Фишт» — стадион в посёлке Сириус, в Олимпийском парке. Построен в 2013 году к XXII зимним Олимпийским играм в Сочи. Домашняя арена футбольного клуба «Сочи».
7 февраля 2014 года на стадионе «Фишт» состоялась церемония открытия зимних Олимпийских игр, а 23 февраля — церемония их закрытия. В марте того же года здесь прошли церемонии открытия и закрытия зимних Паралимпийских игр. В 2018 году стадион принял несколько матчей чемпионата мира по футболу.

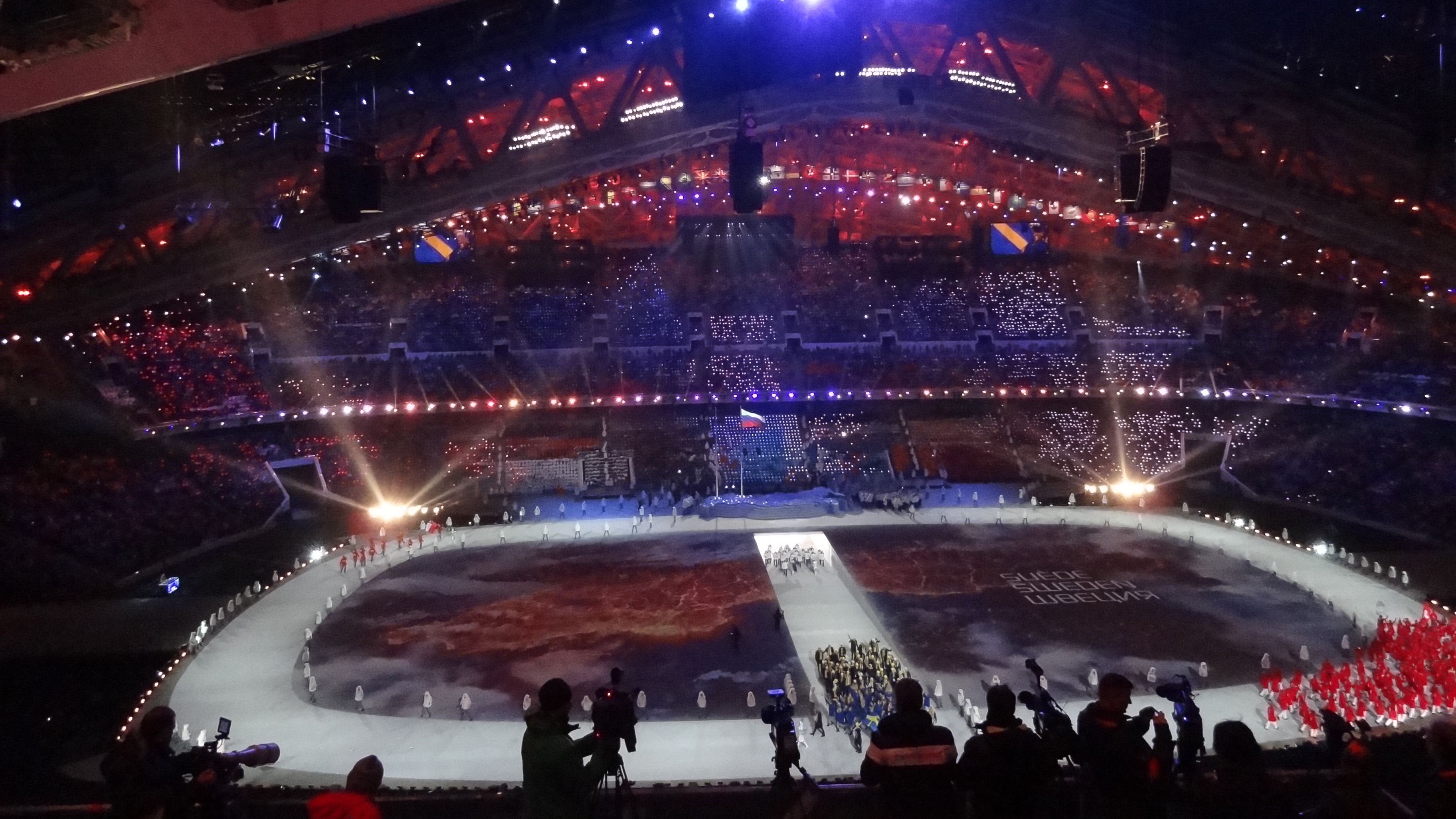
Церемония открытия зимних XXII Олимпийских игр на стадионе «Фишт»

## Описание

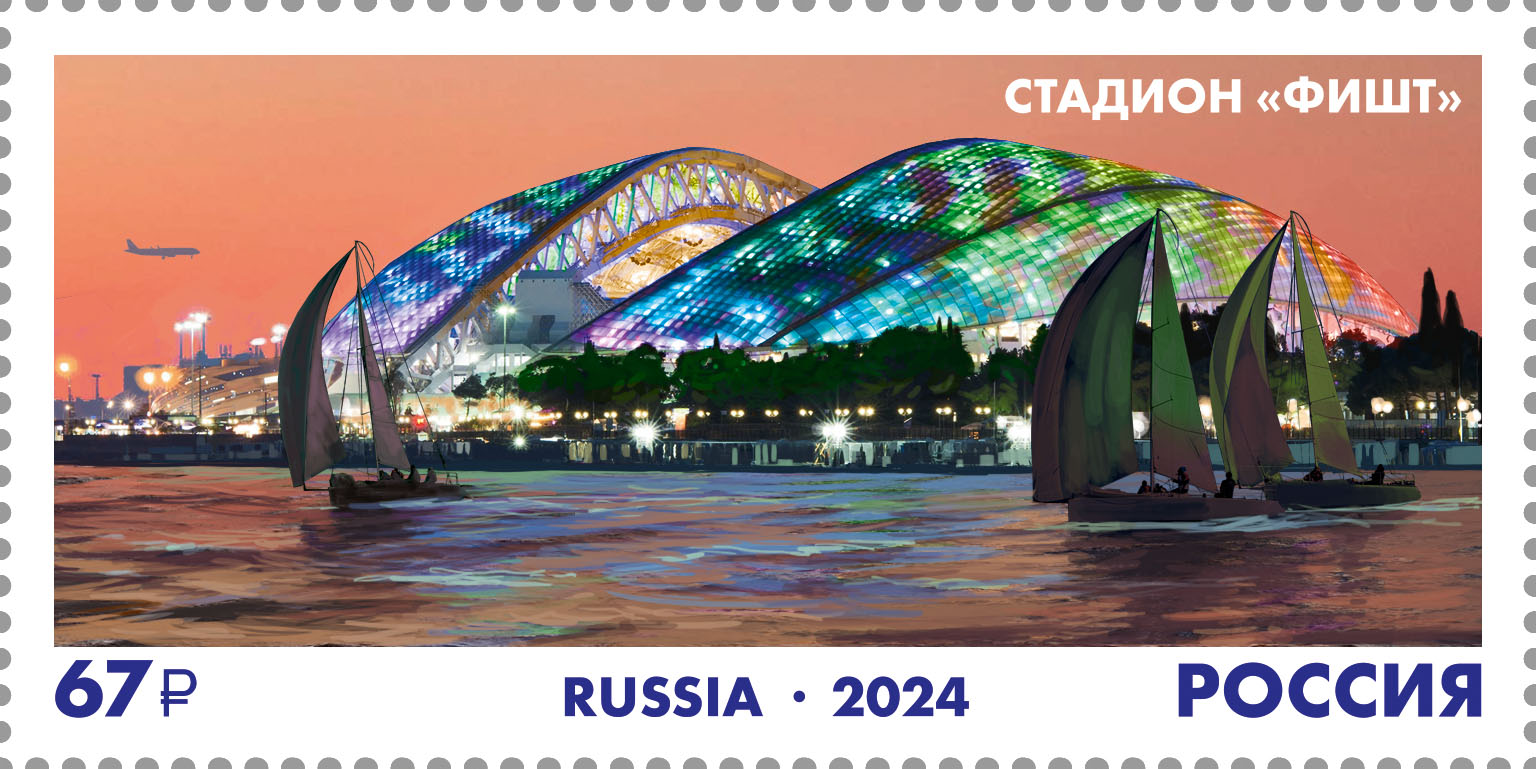
Почтовая марка России, 2024 год

Стадион получил название от одноимённой горной вершины в западной части Главного Кавказского хребта. В переводе с адыгейского языка слово «фишт» означает «белая голова».
Первоначально планировалось, что облик стадиона будет напоминать пасхальное яйцо Фаберже. В итоге был утверждён проект, использующий образы одновременно ракушки и снежной вершины. У стадиона четыре трибуны: две боковые, крытые полупрозрачным поликарбонатом, и две торцевые, открытые.
Стадион рассчитан на 40 тысяч зрителей для Олимпиады, на 45 тысяч зрителей для футбольных матчей международного уровня и на 25 тысяч зрителей для менее важных зрелищ.
До реконструкции стадион имел интерактивное поле. Было установлено 120 проекторов, которые подавали изображение.
После реконструкции интерактивное поле было заменено на футбольное.
Стадион располагается на месте бывшего посёлка Марлинский в Имеретинской низменности, где, в частности, проживали и староверы. Рядом с посёлком расположено действующее старинное кладбище староверов площадью около 1 га, которое не было нанесено на городские планы территории. При строительстве стадиона кладбище сохранили, и теперь оно находится посередине Олимпийского парка в Сочи, однако скрыто непрозрачным пластиковым забором, плотно обсажено вечнозелёными туями.

## Застройщик
Генподрядчик — компания «Ингеоком», а руководил строительством австралиец Дэймон Лавелле, который вместе с архитектурной компанией Populous также являлся автором проекта главной арены ЧМ-2010 по футболу в Йоханнесбурге. По официальным источникам, стоимость стадиона в Сочи — 23,5 миллиарда рублей.

## Строительство стадиона

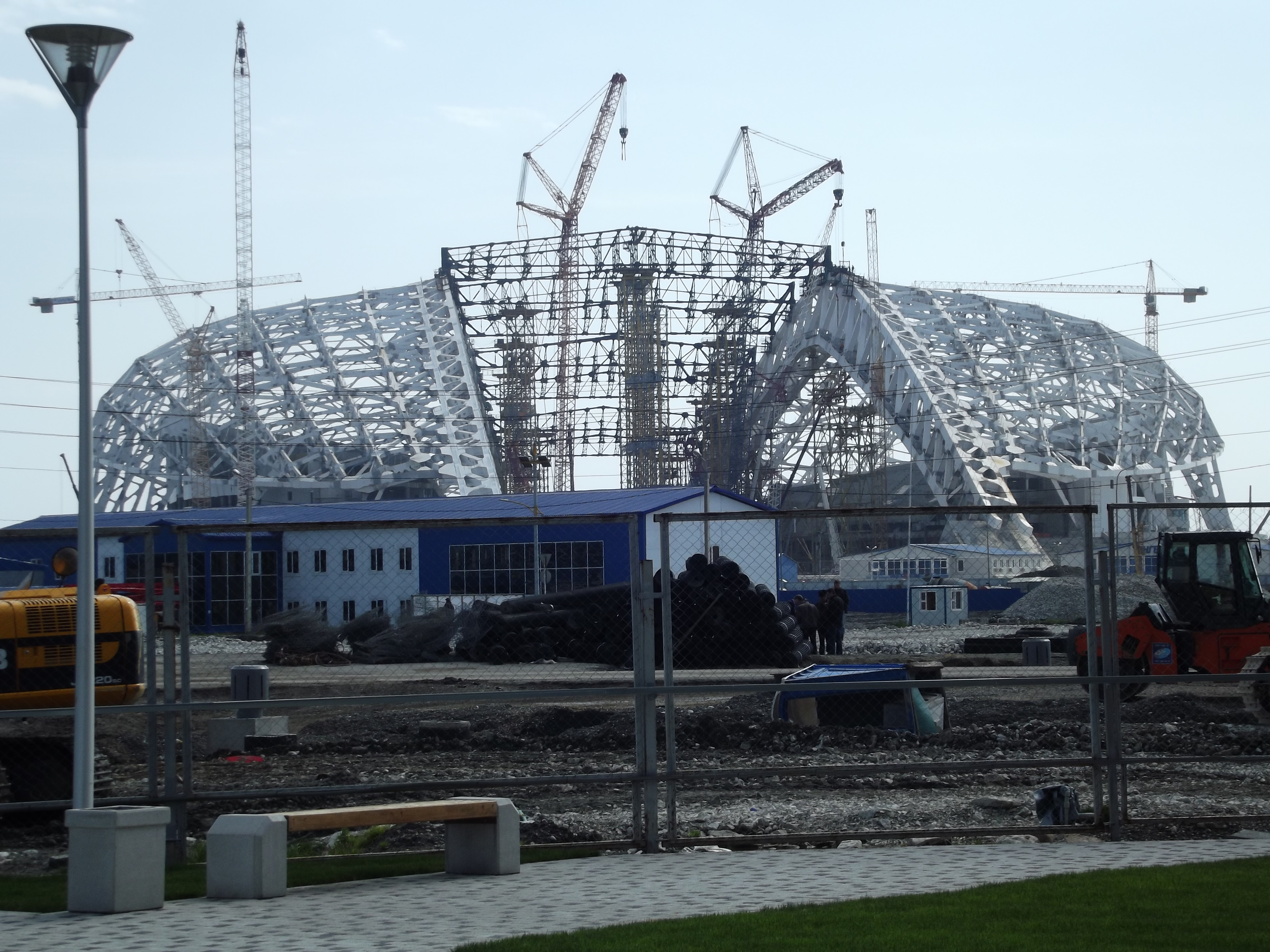
Строительство стадиона в 2013 году

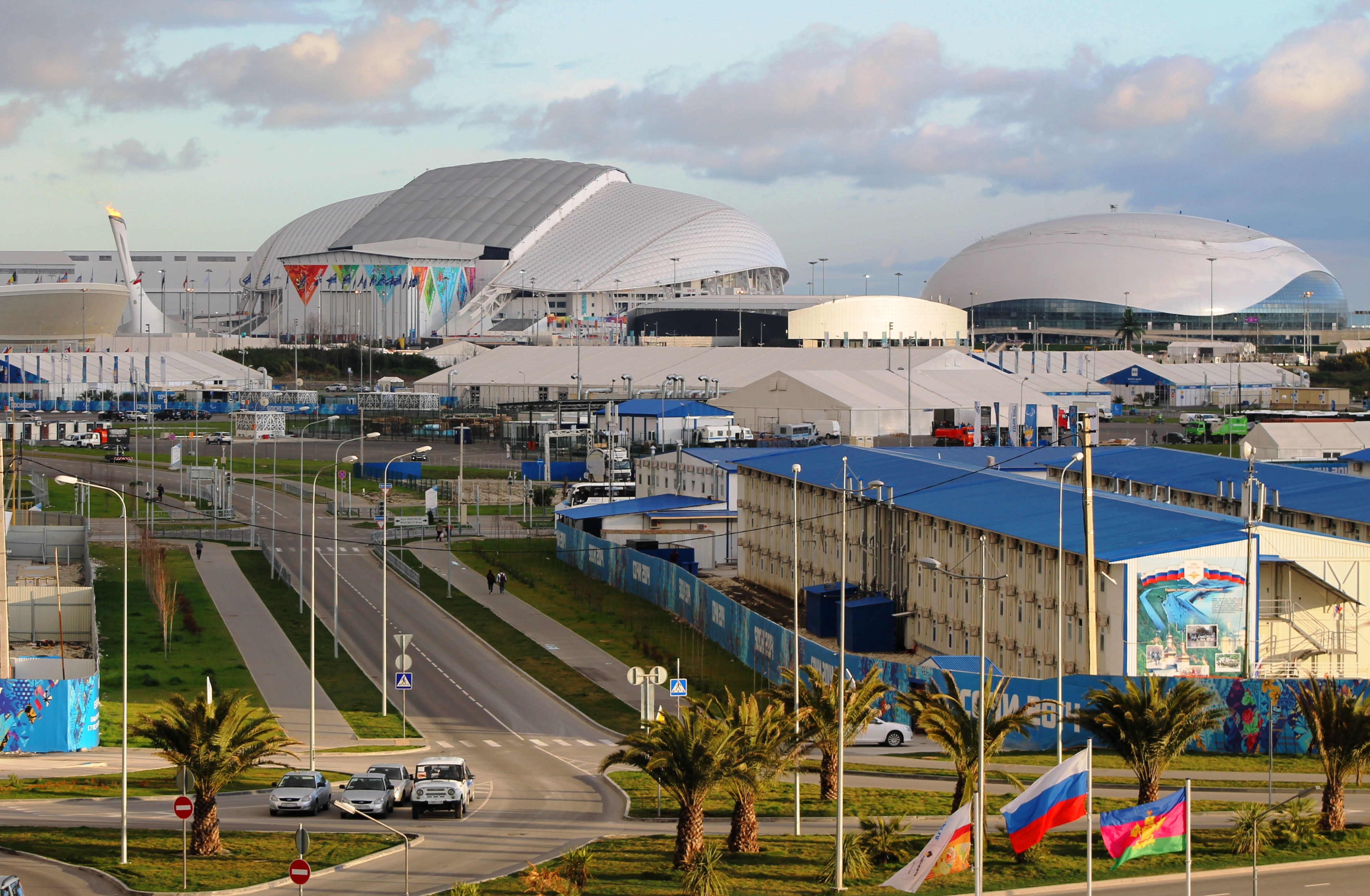
Внешний вид стадиона во время олимпийских игр

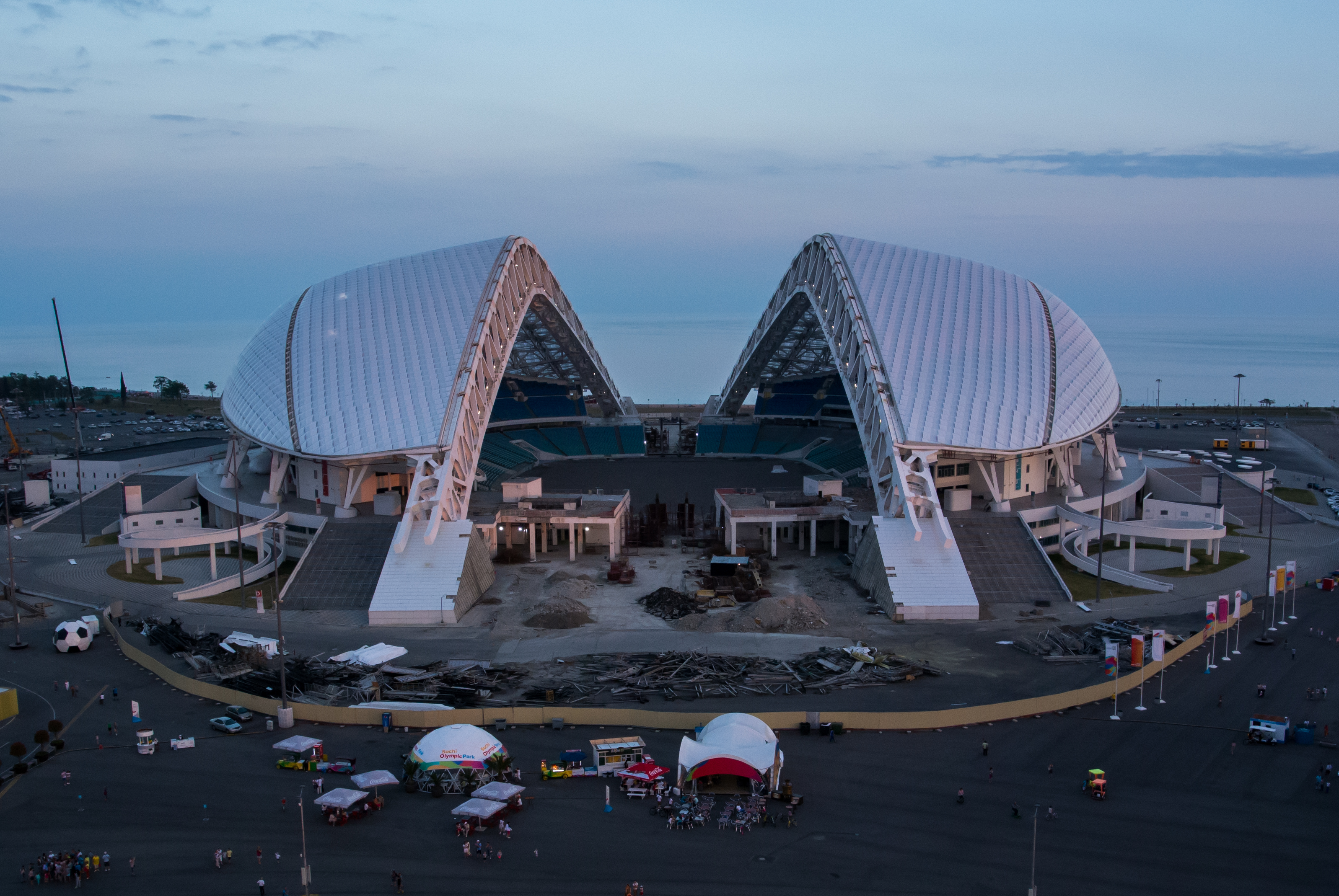
Стадион на реконструкции (2015)

- 2006 год. По первоначальной смете должно было обойтись России в 1,7 млрд рублей. Разработку архитектурного дизайна вела компания Populous, уже имевшая опыт проектирования подобных объектов в Йоханнесбурге.
- 2008 год. Началась расчистка территории, скупка земельных участков. Начиная с 2008 года, правительство принялось расчищать территорию для будущего олимпийского объекта, скупая земельные участки у местного населения.
- 2010 год. Фактически начинается строительство стадиона «Фишт». Состоялась закладка символической капсулы, ознаменовавшей начало строительства, с посланием «Верьте в свои силы, и вместе мы победим».
- 2013 год. Окончание строительства стадиона. Он сдан в эксплуатацию позже других олимпийских объектов.
- 2015 год. Начало реконструкции стадиона.
- 2017 год. Реконструкция завершена. Стадион получил футбольное поле и увеличенное количество мест.

### Особенности конструкции
Навес над западными и восточными трибунами закрывается светопрозрачным материалом — этилен-тетра-фтор-этиленом. Он обладает повышенной прочностью и коррозионной стойкостью.
Согласно международному рейтингу УЕФА, относится к 4-й категории спортивных стадионов.
Площадь стадиона «Фишт» — 105×68 м. У стадиона 4 трибуны: две торцевые, открытые и две боковые, покрытые прозрачным навесом из поликарбонатного пластика.

### Безопасность
К 15 марта 2017 года стадион получил паспорт безопасности объекта, в котором описаны пути эвакуации, системы пожаротушения и планы по ликвидации чрезвычайных ситуаций. Паспорт стал юридическим подтверждением того, что «Фишт» готов к проведению и матчей Кубка конфедераций и чемпионата мира в 2018. На время матчей ЧМ-2018 на стадионе будут работать 2 тысячи камер и дежурить 600 сотрудников МЧС.

## Использование после Олимпийских игр

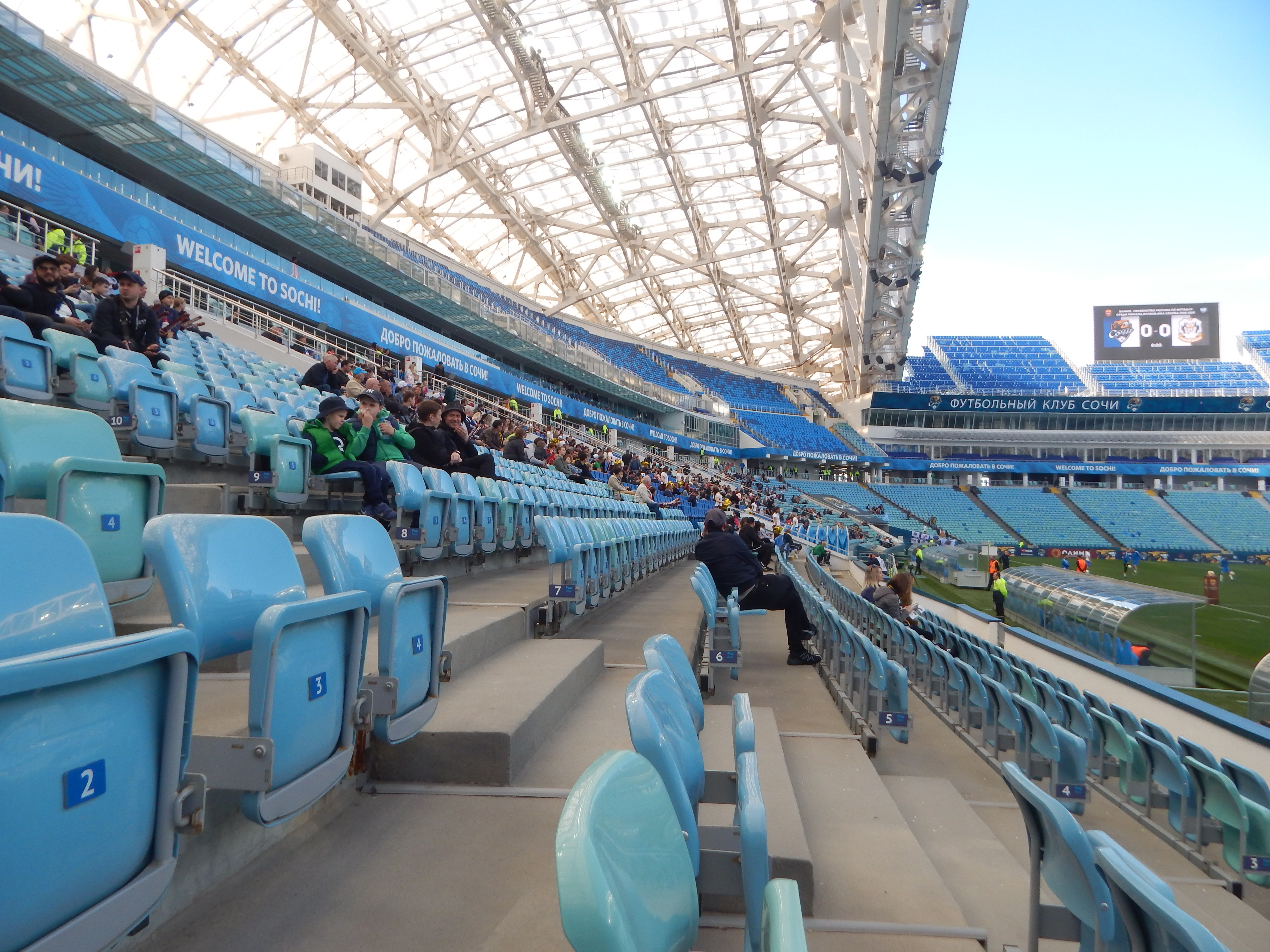
Стадион во время матча Первенства ФНЛ между ФК Сочи и ФК Тюмень

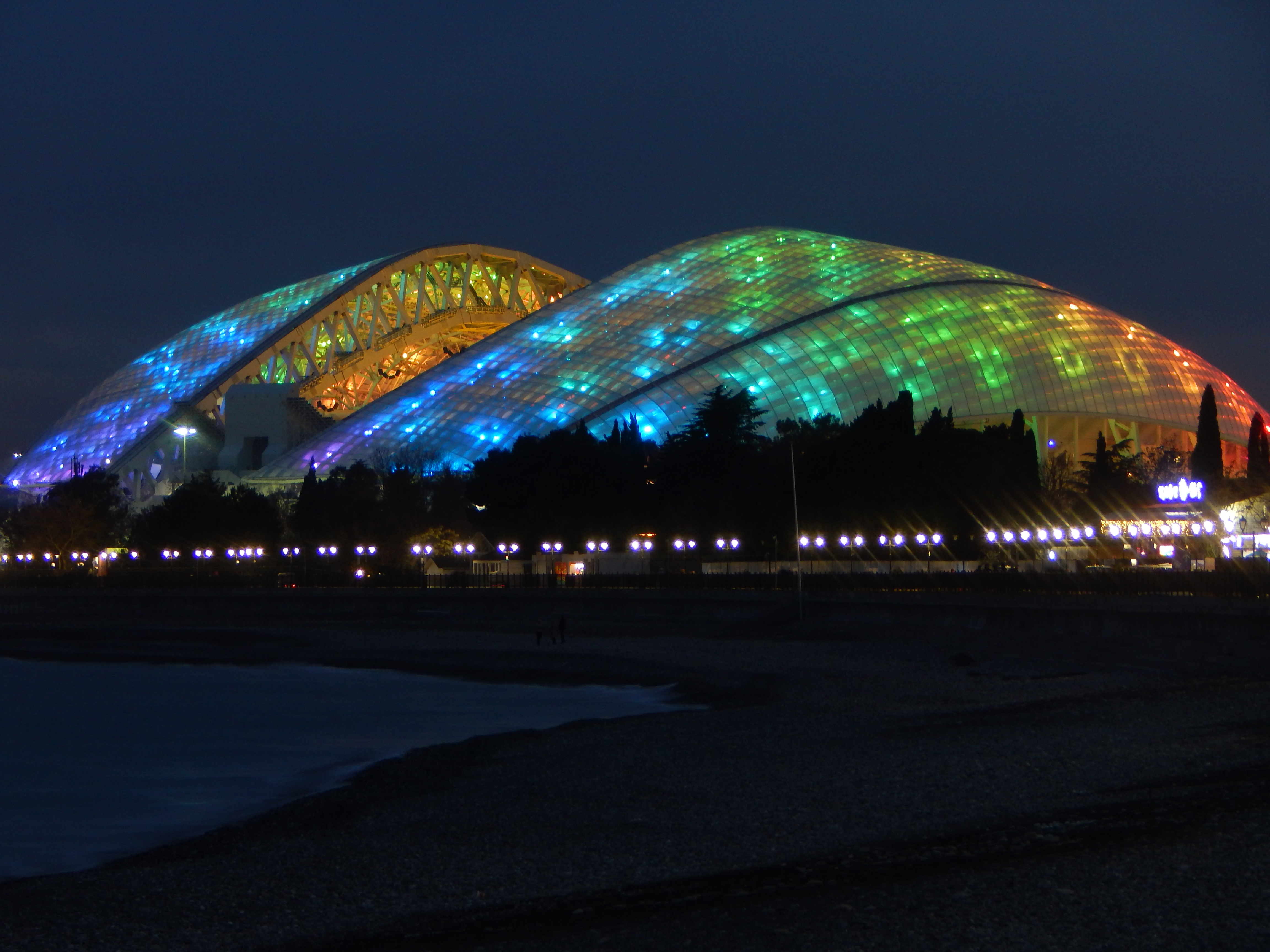
Стадион «Фишт» ночью

Стадион был закрыт на реконструкцию до 2017 года, которая по предварительным подсчётам должна была обойтись в 3 миллиарда рублей. После ликвидации «Олимпстрой» стадион передан Краснодарскому краю на реконструкцию.
По окончании XXII зимних Олимпийских игр арена прошла реконструкцию для проведения матчей чемпионата мира по футболу 2018 года и Кубка Конфедераций 2017 года. Вместимость стадиона изначально планировали увеличить до 45 тысяч человек.
Стадион был вновь введён в эксплуатацию 10 марта 2017 года, а матч открытия, в котором сборная России сыграла вничью со сборной Бельгии, состоялся 28 марта. 23 апреля ФК «Сочи» провёл на стадионе матч первенства ПФЛ против волгоградского «Ротора» (3:3). 2 мая 2017 года на стадионе прошёл финал Кубка России 2016/17. Московский «Локомотив» выиграл у екатеринбургского «Урала» со счётом 2:0.
В 2018 году стал домашней ареной для переехавшего из Санкт-Петербурга футбольного клуба «Динамо», преобразованного в ФК «Сочи». Включён в список запасных сезона Российской Премьер-Лиги 2018/19.

### МатчиКубка конфедераций 2017 года
Стадион принял 3 групповых матча Кубка конфедераций и 1 матч плей-офф.
| Дата и время начала (UTC+3) | Команда 1 | Счёт | Команда 2      | Этап       | Зрителей |
| --------------------------- | --------- | ---- | -------------- | ---------- | -------- |
| 21 июня, 18:00              | Мексика   | 2:1  | Новая Зеландия | Группа A   | 25 133   |
| 19 июня, 18:00              | Австралия | 2:3  | Германия       | Группа B   | 28 605   |
| 25 июня, 18:00              | Германия  | 3:1  | Камерун        | Группа B   | 30 230   |
| 29 июня, 21:00              | Германия  | 4:1  | Мексика        | 1/2 финала | 37 923   |

### Матчичемпионата мира по футболу 2018 года
Сочи стал одним из одиннадцати городов, принявших чемпионат мира, финальная часть которого проходила с 14 июня по 15 июля в России. На стадионе прошли 4 матча группового этапа и 2 матча плей-офф..
| Дата и время начала (UTC+3) | Команда 1  | Счёт           | Команда 2  | Этап       | Зрителей |
| --------------------------- | ---------- | -------------- | ---------- | ---------- | -------- |
| 15 июня, 21:00              | Португалия | 3:3            | Испания    | Группа B   | 43 866   |
| 18 июня, 18:00              | Бельгия    | 3:0            | Панама     | Группа G   | 43 257   |
| 23 июня, 21:00              | Германия   | 2:1            | Швеция     | Группа F   | 44 287   |
| 26 июня, 17:00              | Австралия  | 0:2            | Перу       | Группа G   | 44 073   |
| 30 июня, 21:00              | Уругвай    | 2:1            | Португалия | 1/8 финала | 44 287   |
| 7 июля, 21:00               | Россия     | 2:2 (3:4 пен.) | Хорватия   | 1/4 финала | 44 287   |

## Матчи сборной России по футболу
Товарищеский матч
| 28 марта 2017                           | \| Россия \| 3:3 (1:3) \| Бельгия \| \| Васин 3′ · Миранчук 74′ · Бухаров 90+2′ \| Голы \| Миральяс 17′ (пен.) · Бентеке 42′ · Бентеке 45′ \| | Стадион: «Фишт» Зрителей: 39 000 Судья: Шимон Марциняк |
| Россия                                  | 3:3 (1:3) | Бельгия                                                |
| Васин 3′ · Миранчук 74′ · Бухаров 90+2′ | Голы | Миральяс 17′ (пен.) · Бентеке 42′ · Бентеке 45′        |

XXI чемпионат мира. 1/4 финала
| 7 июля 2018                                       | \| Россия \| 2:2 (1:1) 3:4 по пенальти п. 3:4 \| Хорватия \| \| Ден. Черышев 31′ · Фернандес 115′ \| Голы \| Крамарич 39′ · Вида 101′ \| \| Смолов · Дзагоев · Фернандес · Игнашевич · Кузяев \| Пенальти \| Брозович · Ковачич · Модрич · Вида · Ракитич \| | Стадион: «Фишт» Зрителей: 44 287 Судья: Сандро Риччи |
| Россия                                            | 2:2 (1:1) 3:4 по пенальти п. 3:4 | Хорватия                                             |
| Ден. Черышев 31′ · Фернандес 115′                 | Голы | Крамарич 39′ · Вида 101′                             |
| Смолов · Дзагоев · Фернандес · Игнашевич · Кузяев | Пенальти | Брозович · Ковачич · Модрич · Вида · Ракитич         |

Лига наций УЕФА 2018/2019. Матч Лиги B
| 14 октября 2018                   | \| Россия \| 2:0 (1:0) \| Турция \| \| Нойштедтер 20′ · Ден. Черышев 78′ \| Голы \| \| | Стадион: «Фишт» Зрителей: 38 288 Судья: Павел Рачковский |
| Россия                            | 2:0 (1:0)                                                                              | Турция                                                   |
| Нойштедтер 20′ · Ден. Черышев 78′ | Голы                                                                                   |                                                          |

## Матчи сборной России по регби
Чемпионат Европы 2020 года
| 1 февраля 2020 | \| Россия \| 12:31 (7:14) \| Испания \| | Стадион: «Фишт» Зрителей: 8 237 Судья: Андреа Пиарди |
| Россия         | 12:31 (7:14)                            | Испания                                              |

Чемпионат Европы 2021 года
| 6 марта 2021 | \| Россия \| 18:13 (6:10) \| Румыния \| | Стадион: «Фишт» Зрителей: 2 895 Судья: Шота Тевзадзе |
| Россия       | 18:13 (6:10)                            | Румыния                                              |

## Галерея
|                                                         |
| Панорама стадиона во время Кубка конфедераций 2017 года |
|                                                         |
| Панорама стадиона с трибуны D                           |